# Ernst Pittschau (Schauspieler, 1883)

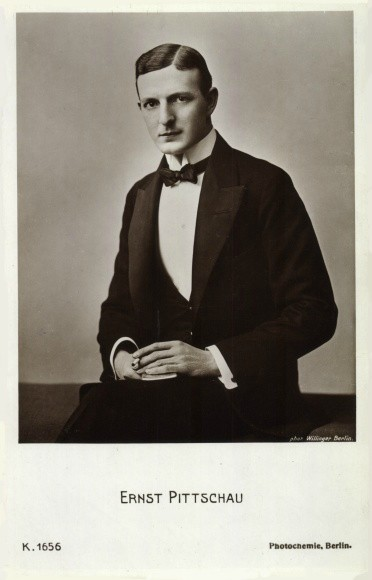
Pittschau, etwa 1915

Ernst Pittschau (* 5. Oktober 1883 in Altona; † 2. Juni 1951 in Berlin) war ein deutscher Schauspieler.

## Leben
Ernst August Carl Christoph Pittschau, Sohn des Theaterschauspielers Ernst Pittschau und dessen erster Ehefrau Caroline Binder, genoss eine kaufmännische Ausbildung und handelte mit zahnärztlichen Bedarfsartikeln. Er entschied sich aber bald für den Beruf seines Vaters und erhielt sein erstes Engagement Ende 1905 in Koblenz.
1910 trat er in New York auf, 1911 wurde er Bühnenschauspieler in Berlin. Bereits ein Jahr später übernahm er Rollen bei der noch geringgeschätzten Kinematographie.
Pittschau verkörperte elegante Liebhaber und war unter anderem Partner von Hanni Weisse und Henny Porten.
In den 1920er Jahren wurden seine Filmrollen kleiner, danach erhielt er kaum noch Aufgaben. Er spielte nun vor allem am Theater am Kurfürstendamm, an der Komödie und an der Tribüne. 1929 heiratete Pittschau Irmgard Laasch (geb. 1909). Die Ehe wurde vom Landgericht Berlin 1935 geschieden. In den 40er Jahren lebte er in Armut und war auf die Unterstützung der Goebbels-Stiftung „Künstlerdank“ angewiesen. Kleinstrollen beim Film in der Spätphase des Zweiten Weltkriegs sorgten für ein geringes, finanzielles Zubrot.
Nach Kriegsende holte der italienische Regisseur Roberto Rossellini den fast vergessenen Schauspieler noch einmal vor die Kamera. In dem Überlebensdrama Deutschland im Jahre Null mimte er 1948 den bettlägerigen Familienvater.
Sein Bruder Walther Pittschau (1889–1946) war ebenfalls Theater- und Filmschauspieler, Regisseur und in den 1930er Jahren bis zum 1. September 1944 (kriegsbedingte Schließung aller deutschen Theater laut Erlass von Reichspropagandaminister Joseph Goebbels) Intendant des Schauspielhauses der Residenzstadt Potsdam. Sein Stiefbruder war der sehr erfolgreiche Bühnen- und Filmschauspieler Werner Pittschau (1902–1928), der bei einem Autounfall ums Leben kam.

## Filmografie
- 1912: Um Haaresbreite
- 1912: Die Zigeunerin
- 1913: Ein Mädchen zu verschenken
- 1913: Die schwarze Kugel oder Die geheimnisvollen Schwestern
- 1915: Der Erbe von Walkerau
- 1915: Zofia
- 1915: Der Tag der Vergeltung
- 1915: Der 14. Gast
- 1915: Mädels im Arrest
- 1915: Schloss und Hütte
- 1915: Schlemihl
- 1916: Der Fall Grehn
- 1916: Der Fall Klerk
- 1916: Gräfin Lukani
- 1916: Die silberne Kugel
- 1916: Mein ist die Rache
- 1916: Lux, der Spürhund von Stratford
- 1917: Der Fall Routt…!
- 1917: Der Weg ins Freie
- 1917: Königliche Bettler
- 1917: Des Goldes Fluch
- 1917: Mein ist die Rache
- 1917: Das Bildnis des Dorian Gray
- 1917: Das Verhängnis einer Nacht
- 1917: Seltsame Menschen
- 1917: Lumpengrete
- 1918: Es werde Licht!, 2. Teil
- 1918: Des Vaters Schuld
- 1918: Das Kainszeichen
- 1918: Pique Dame
- 1918: Das Tagebuch einer Verlorenen
- 1918: Die tolle Heirat von Lalo
- 1918: Es werde Licht!, 3. Teil
- 1918: Dida Ibsens Geschichte
- 1918: Der ewige Zweifel
- 1918: Mr. Wu
- 1919: Verlorene Töchter
- 1919: Anders als die Andern
- 1919: Brüder
- 1919: Das Schicksal der Maria Keith
- 1919: Der Harlekin
- 1919: Der Kampf um die Ehe
- 1919: Der Teufel und die Madonna
- 1919: Gepeitscht
- 1919: Kaiser Wilhelms Glück und Ende
- 1920: Der Meisterschuss
- 1920: Können Gedanken töten / Gefesselte Menschen
- 1920: Die Frau im Delphin oder 30 Tage auf dem Meeresgrund
- 1920: Sein letzter Trick
- 1920: Wenn Colombine winkt
- 1921: Das Geheimnis der Santa Margherita
- 1921: Der Mann im Schrank
- 1921: Du bist das Leben
- 1921: Cocain
- 1922: Die vom Zirkus
- 1922: Lucrezia Borgia
- 1922: Lola Montez, die Tänzerin des Königs
- 1922: Die fünf Frankfurter
- 1924: Der zweite Schuß
- 1924: Die Radio-Heirat
- 1924: Namenlose Helden
- 1925: Aschermittwoch
- 1925: Motor, Liebe, Leidenschaft
- 1925: Reveille, das große Wecken
- 1925: Das stolze Schweigen
- 1925: Lena Warnstetten
- 1926: Aus des Rheinlands Schicksalstagen
- 1926: Ich hatt’ einen Kameraden
- 1928: Der Biberpelz
- 1929: Trust der Diebe
- 1930: Lumpenball
- 1931: Viktoria und ihr Husar
- 1931: Der Liebesarzt
- 1942/44: Philharmoniker
- 1944: Die Zaubergeige
- 1944: Die Degenhardts
- 1944: Die Affäre Roedern
- 1944: Junge Adler
- 1948: Deutschland im Jahre Null (Germania anno zero)